# StG 45(M)

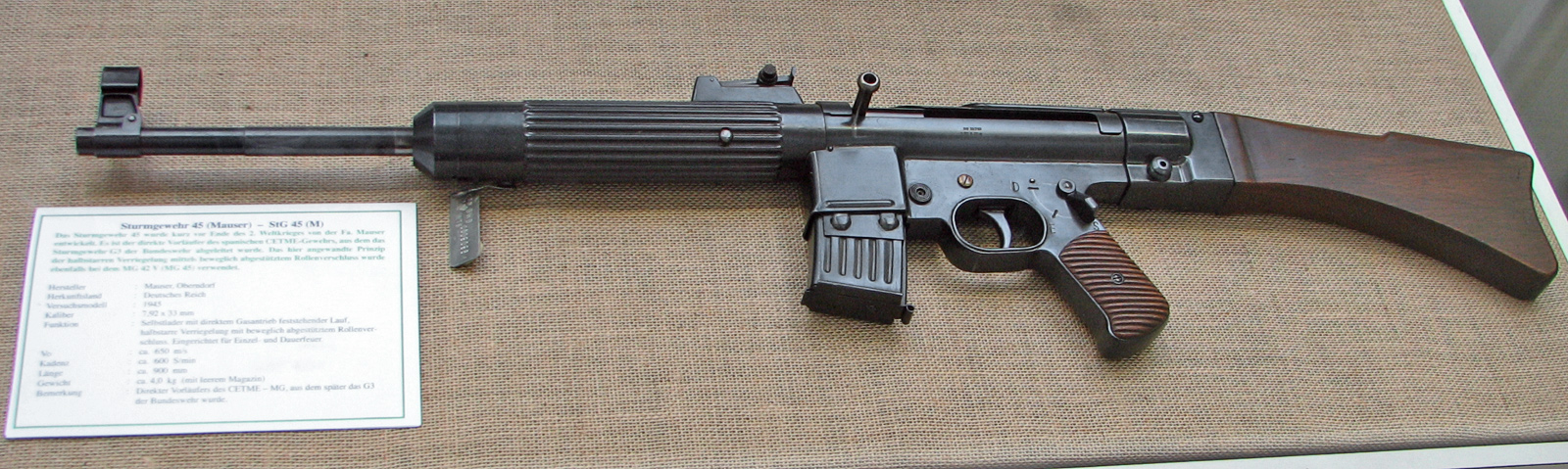

StG 45(M)(Sturmgewehr 45, Storm rifle 45) 또는 MP 45(M)은 제2차 세계 대전 전후 독일 국방군을 위해 마우저가 개발한 프로토타입 소총이다. 혁신적인 롤러 지연 블로우백 방식을 사용한다.

## 같이 보기
- StG 44